# Mihai Fotin Enescu
Mihai Fotin Enescu (n. 1897, București - d. 1987, Chișinău) a fost un legionar român. Fiu al ministrului liberal Fotin Enescu, Mihai Fotin Enescu a studiat dreptul la București. A servit în Ministerul Afacerilor Străine, fiind atașat comercial în Spania și consul general la Viena. S-a stabilit la Roma în 1942, iar din 1951 a trăit la Madrid, fiind unul dintre cei mai apropiați colaboratori ai principelui Nicolae. A scris cartea Principele Nicolae. Încercare de portret veridic.